# Die Goldräuber von Tombstone
Die Goldräuber von Tombstone (Originaltitel: Badmen of Tombstone) ist ein US-amerikanischer Western aus dem Jahr 1949 von Kurt Neumann mit Barry Sullivan und Marjorie Reynolds in den Hauptrollen. Der Film wurde von Monogram Pictures produziert und basiert auf dem 1946 veröffentlichten Roman Last of the Badmen: The Legend of Tom Horn von Jay Monaghan.

## Handlung
Als Tom Horn seine Spielschulden von 200 Dollar nicht zahlen kann, nimmt sein Gegner Blackie Toms Pferd und seine Waffen als Ersatz. Beim Versuch das Geld zu stehlen, wird er erwischt und ins Gefängnis in eine Zelle mit William Morgan gesteckt. Durch das Zellenfenster sieht er drei Männer, die er für Morgans Gang hält, die ihren Boss befreien wollen. Tom macht die Rechnung auf, dass er mit Morgans Hilfe ebenfalls ausbrechen kann. Tatsächlich erlaubt Morgan Tom, sich seiner Gang, bestehend aus Red Fisk, John Mingo und Curly, anzuschließen.
Der Ausbruch gelingt, die Männer können ihre Verfolger abschütteln und erreichen Leadville. Während Morgan mit den anderen außerhalb der Stadt lagert, reitet Tom in die Stadt. Er raubt eine Minengesellschaft aus, was ihn zum zweiten Mann in der Gang macht. Am nächsten Tag begegnet Tom Julie, der Buchhalterin der gerade ausgeraubten Minengesellschaft. Zwar erkennt sie Tom wieder, doch sie führt den Sheriff in die Irre und fordert Tom auf, sie zu besuchen. Einige Zeit später überfällt die Gang einen Zug und deponiert die Beute in einer verlassenen Mine. Während der Sheriff mit einigen Leuten nach den Räubern sucht, verbringt Tom die Nacht mit Julie.
Einige Monate später will Julie, dass Tom sie endlich heiratet. Tom will zuerst das Geld, dass ihm Morgan schuldet, eintreiben und dann mit Julie nach San Francisco gehen. In der Zwischenzeit sind die Minenarbeiter dazu übergegangen, dass abgebaute Silber in schwere Barren zu schmelzen, um so Raubüberfälle schwieriger zu machen. Tom erfährt von einem Vorarbeiter, dass eine Ladung Goldstaub, der bei der Silberförderung ebenfalls abgebaut wurde, zur Bank in Leadville gebracht wird. Tom und die Gang legen einen Hinterhalt und erbeuten den Goldstaub. Jeder der Gang flieht in eine andere Richtung. Curly wird dennoch erwischt und angeschossen. Er verrät dem Sheriff die Namen seiner Kameraden.
Die vier anderen treffen sich eine Woche später in Tombstone. Morgan ärgert sich, dass Tom Julie, nun seine Ehefrau, mitgebracht hat. Julie überzeugt ihren Mann, die Gang zu verlassen. Morgan und John Mingo hecken einen Plan aus, bei dem Tom und Red ermordet werden sollen, so dass die beiden die immer noch versteckte Beute unter sich aufteilen können. In der Nacht tötet John Red. Als er in Toms Zimmer eindringen will, wird er von Tom erschossen, der wach geblieben ist. Tom folgt Morgan zur Mine und erschießt ihn. Er nimmt Morgans Pferd, das mit der Beute beladen ist, wird jedoch von einem Mann angehalten, der das Pferd als sein eigenes erkennt. Es wurde ihm von Morgen gestohlen. Es kommt zu einer Schießerei zwischen Tom und dem Mann, dem seine Freunde zu Hilfe eilen. Tom wird erschossen, somit ist auch der letzte der Gang tot.

## Produktion

### Stab
George Sawley war für das Szenenbild zuständig. Musikalischer Direktor war Constantin Bakaleinikoff.
Der im Film gespielte Song Girl on the Flying Trapeze stammte von Kurt Neumann und Clarence Marks.

### Besetzung
In kleinen nicht im Abspann erwähnten Nebenrollen traten Heinie Conklin, Harry Cording und Dorothy Vernon auf.
In der Originalfassung wurde die Einleitung von Gerald Mohr gesprochen.

## Veröffentlichung
Die Premiere des Films fand am 22. Januar 1949 statt. In der Bundesrepublik Deutschland kam er am 22. Dezember 1950 in die Kinos, in Österreich am 23. Februar 1951.

## Kritiken
Das Lexikon des internationalen Films schrieb: „Ein ambitionierter Western mit guten Darstellern und einer eindeutig moralischen Botschaft.“
Bosley Crowther von der The New York Times beschrieb den Film als lustloses Märchen, bei dem es scheine, dass 500 alte Drehbücher benutzt wurden, oder eben gar keins. Ein langweiliger Western.
Der Kritiker des TV Guide sah einen frühen unkonventionellen Western, deren böse Jungs steinharte Revolvermänner ohne Mitleid seien.